# Khrystyne Haje

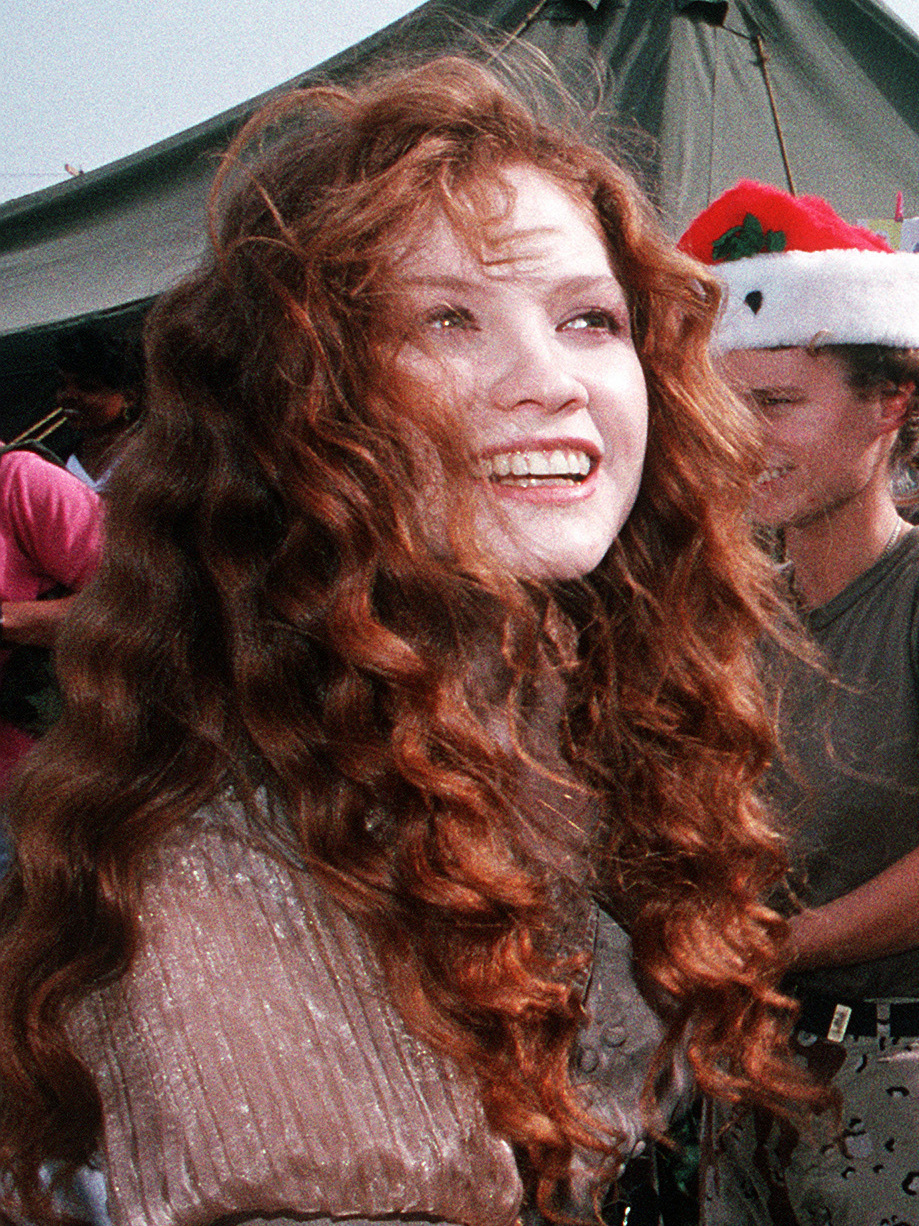
Khrystyne Haje

Khrystyne Kamil Haje (* 12. Dezember 1968 in Santa Clara, Kalifornien) ist eine US-amerikanische Schauspielerin. Sie wurde bekannt durch ihre Rolle als Simone Foster in der Fernsehserie Head of the Class. Ihre Eltern sind libanesischer und tschechischer Herkunft. Sie hat vier ältere Brüder. Das People Magazine wählte sie zu einem der fünfzig schönsten Menschen der Welt.
Sie trat in mehreren Serien auf, unter anderem mimte sie Elaine Blanchard in zwei Folgen von Law & Order.

## Filmografie
- 1985: Schuldlos hinter Gittern (Crime of Innocence, Fernsehfilm)
- 1986: Junge Schicksale (ABC Afterschool Specials, Fernsehserie, eine Folge)
- 1986–1987: CBS Schoolbreak Special (Fernsehserie, zwei Folgen)
- 1986–1991: Head of the Class (Fernsehserie, 114 Folgen)
- 1987: Bates Motel (Fernsehfilm)
- 1989: Der Junge aus dem Weltall (The Gifted One, Fernsehfilm)
- 1990: Unser lautes Heim (Growing Pains, Fernsehserie, eine Folge)
- 1991: Perfect Crimes (Fernsehfilm)
- 1992: Hearts Are Wild (Fernsehserie)
- 1992: The Young Riders (Fernsehserie, eine Folge)
- 1992: Zorro – Der schwarze Rächer (Zorro, Fernsehserie, eine Folge)
- 1993: Raven (Fernsehserie, eine Folge)
- 1993: Parker Lewis – Der Coole von der Schule (Parker Lewis, Fernsehserie, eine Folge)
- 1993: Marshal Charley
- 1994: Cyborg 3 (Cyborg 3 – The Recycler)
- 1994: Attack of the 5 Ft. 2 Women (Fernsehfilm)
- 1994: Diagnose: Mord (Diagnosis Murder, Fernsehserie, eine Folge)
- 1995: McKenzie und der Tod eines Showstars (A Perry Mason Mystery: The Case of the Jealous Jokester, Fernsehfilm)
- 1995: Campus Cops (Fernsehserie, eine Folge)
- 1995: Scanner Cop II
- 1995: Mord ist ihr Hobby (Murder, She Wrote, Fernsehserie, eine Folge)
- 1995: Braten und Bräute (Platypus Man, Fernsehserie, eine Folge)
- 1995: Batman (Fernsehserie, eine Folge, Stimme)
- 1995: Der Pizza-Prinz (Prince for a Day, Fernsehfilm)
- 1996: Nick Freno: Licensed Teacher (Fernsehserie, eine Folge)
- 1998: Adventures from the Book of Virtues (Fernsehserie, eine Folge)
- 1999: Demolition University (Demolition U)
- 1999: Morella
- 2000: Bull (Fernsehserie, eine Folge)
- 2000: Meine Stiefschwester ist ein Alien (Stepsister from Planet Weird, Fernsehfilm)
- 2000: Wächter des Königs (The King's Guard)
- 2000: Schrei wenn du weisst, was ich letzten Freitag den 13. getan habe (Shriek If You Know What I Did Last Friday the Thirteenth)
- 2001: The Zeta Project (Fernsehserie, zwei Folgen, Stimme)
- 2002: Law & Order: Special Victims Unit (Fernsehserie, eine Folge)
- 2002: Man of the Year
- 2002: Redemption
- 2002: 5 Card Stud
- 2002–2003: Law & Order (Fernsehserie, zwei Folgen)
- 2003: Easy as Pie (Kurzfilm)
- 2009: God Loves ME Best! (Fernsehfilm)